# آبي مكدونالد
آبي مكدونالد (بالإنجليزية: Abby McDonald)‏ هي مؤلفة وكاتِبة بريطانية، ولدت في 1986 في ساسكس في المملكة المتحدة. كتبت إثنتي عشرة رواية. وهي أيضا واحدة من كتاب مسلسل بريدجيرتون على نتفليكس، وهي كاتبة فريق عمل للمسلسل. نشأت آبي في ساسكس وواصلت دراستها في السياسة والفلسفة والاقتصاد في جامعة أكسفورد.

## وصلات خارجية
- آبي مكدونالد على موقع IMDb (الإنجليزية)